# 長谷川栄作

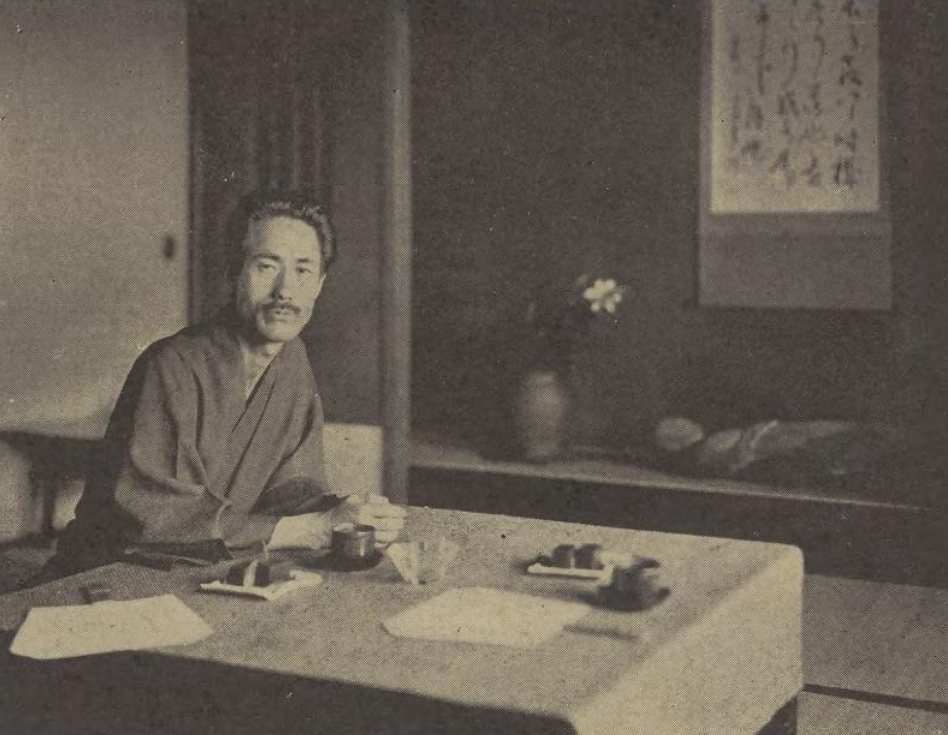
長谷川栄作

長谷川栄作（はせがわえいさく、1890年10月26日 - 1944年10月6日）は大正から昭和初期に活躍した彫刻家。
- 1890年（明治23年） - 長谷川勝太郎の長男として浅草区小島町に生まれた。母イネは乃木希典の妹である。
- 品川小学校入学。家庭の都合により、吉田芳明に師事し象牙彫刻を学ぶ。
- 1905年（明治38年） - 東京商工会に出品したが、他人の銘で出品され、しかも好評を博したことに憤慨した。当時那須野に希典がおり、お前も彫刻を志すなら私を作れと命じられ、これが作品の第一号となった。
- 1912年（大正元年） - 希典殉死。
- 1913年（大正2年） - 山口県長府にそのまま希典像を残すこととなり、其の事業の続きとして希典少年が両親の訓話を聞いている像を旧邸内に制作することとなる。
- 1914年（大正3年） - 秋の文展に出品した「夢」が初入選となる。
- 1917年（大正6年） - 「栴檀社」を創設する。秋の文展十一回に「引接」を出品、特選主席となる。
- 1918年（大正7年） - 矢野君江と結婚、栴檀社展に「白輝」「羽衣」を出品、秋の文展には「地上にある誇り」を出品、つづいて特選となる。
- 1924年（大正13年） - 北村西望の彫刻団体昿原社に参加し、9月には帝展審査員を任命される。「母性禮讃」など制作している。その後「坪内逍遥」「原敬」などを制作。
- 1927年（昭和2年） - 乃木神社の獅子狛犬を制作、「彫塑の手ほどき」を博文舘より出版。
- 1928年（昭和3年） - 「華」を制作。
- 1930年（昭和5年） - 「童形地蔵菩薩像」を古河家の依頼により制作。
- 吉田松陰像、「双柿舎における逍遥」、徳富蘇峰像、大日如来像、薬師如来像、晩年に漁師像など数々の制作をした。
- 1944年（昭和19年）10月6日没す。享年55。本郷の喜福寺に葬る。